# John Jones (martire)
John Jones, alias John Buckley; alias John Griffith; in religione: Godfrey Maurice (Clynnog Fawr, ... – Londra, 12 luglio 1598), è stato un francescano gallese; martirizzato sotto Elisabetta I, è venerato come santo della Chiesa cattolica e ricordato come uno dei Santi quaranta martiri di Inghilterra e Galles. Alcune fonti testimoniano che «nel 1582 venne scoperto e imprigionato a Marshalsea per aver somministrato i sacramenti». «Nel 1585 fu rilasciato su cauzione, ma nel 1587 fu nuovamente arrestato e rinchiuso a Wisbech Castle». È errato associare queste circostanze al Jones.

## Biografia
John Jones apparteneva ad una buona famiglia gallese originaria della contea di Caernarfon che era rimasta fedele alla Chiesa cattolica. Da giovane entrò nel convento francescano di Greenwich; al suo scioglimento nel 1559 lasciò l'Inghilterra e, con alcuni confratelli, andò in esilio a Pontoise, in Francia. Qui ricevette l'ordinazione sacerdotale. Le fonti biografiche sono mute per quanto riguarda i suoi primi trent'anni di vita successivi all'ordinazione sacerdotale.
Nel 1591 riappare a Roma poiché è noto che in quell'anno fu inviato nel convento francescano di Santa Maria in Aracoeli. Nell'Urbe entrò probabilmente in contatto con i gesuiti del Collegio Inglese, dove si preparavano i futuri sacerdoti britannici che poi partivano in missione per il loro Paese. Jones, nonostante l'età avanzata, chiese ed ottenne dai superiori il permesso di unirsi ai gesuiti per andare in missione evangelizzatrice. Prima di partire, incontrò personalmente Clemente VIII, che lo abbracciò e lo benedisse.
Jones arrivò a Londra verso la fine del 1592; in un primo tempo fu ospitato dal gesuita John Gerard. I due consacrati lavorarono insieme in diverse parti del Paese, amministrando i sacramenti presso le famiglie cattoliche e riportando molte anime all'«antica fede». Le spie governative riuscirono ad individuarlo e nel 1596 Jones fu arrestato, insieme ad alcuni collaboratori laici. Richard Topcliffe, il più accanito cacciatore di sacerdoti, lo torturò personalmente, ma Jones non accusò nessuna delle persone che conosceva.
Per due anni languì nella prigione di Newgate, subendo un trattamento disumano ed umiliante. Il 3 luglio 1598 Jones fu mandato a processo con l'accusa di alto tradimento (capo d'imputazione architettato ad hoc per condannare i cattolici). La condanna a morte prevedeva impiccagione, sventramento e squartamento. La condanna fu eseguita il 12 luglio successivo fuori Londra, in un'area paludosa chiamata St. Thomas's Watering (oggi è la Old Kent Road nel quartiere Southwark) dove venivano giustiziati i «criminali comuni».

L'impiccagione di Jones fu rimandata di circa un'ora perché il boia aveva dimenticato la corda e Jones sfruttò questo tempo per pregare e rispondere alle domande della folla. Secondo il racconto di numerosi testimoni, i presenti furono così presi dalla predicazione del francescano da fermare il ritorno del boia per il tempo sufficiente a Jones di terminare il discorso.
Gli fu permesso di morire per impiccagione. Dopo lo sventramento e lo squartamento, uno dei suoi arti amputati fu portato nel convento francescano di Pontoise, dove Jones era stato ordinato (ma andò perduto durante la Rivoluzione francese).

## Culto
John Jones fu proclamato venerabile da Leone XIII. Fu beatificato da Pio XI il 15 dicembre 1929 e fu canonizzato da Paolo VI il 25 ottobre 1970 nel novero dei Santi quaranta martiri di Inghilterra e Galles.